# ناصر رزازی
ناصر رزازی (زادهٔ ۳۰ خرداد ۱۳۳۴) خواننده، شاعر و نویسنده کرد اهل ایران است که علاوه بر کار خوانندگی به تدریس زبان کردی و ترجمه و تألیف نیز می‌پردازد.

## زندگی
ناصر رزازی در سال ۱۳۳۴ خورشیدی در محلهٔ «جورآباد» سنندج متولد شد. وی دو فرزند پسر به نام‌های ماردین و کاردو و یک دختر به نام دلنیا دارد. وی در  در اوایل انقلاب به عراق مهاجرت کرد و در طی ۴۴ سال گذراندن در غربت دوبار توسط جمهوری اسلامی و حکومت عراق مدت کوتاهی محبوس گردیده است. دلنیا رزازی نیز در عرصهٔ خوانندگی مشغول فعالیت هنری است. مرضیه فریقی همسر ناصر رزازی و اهل شهر مریوان  که او نیز خواننده عرصه موسیقی کردی بود در تابستان ۲۰۰۴ در یک سانحهٔ پزشکی در استکهلم سوئد درگذشت..

## مجوز آلبوم چیاوان
در ۲۳ دی ۱۳۹۳، آلبوم ناصر رزازی به نام چیاوان از سوی شرکت آوای ماد در تهران با مجوز وزارت فرهنگ و ارشاد اسلامی منتشر شد. به دلیل سابقهٔ عضویت او در گروه کومله موجب اعتراض برخی از رسانه‌های داخل ایران شد.
محمدحسین نوش‌آبادی، سخنگوی وزارت فرهنگ و ارشاد اسلامی، در نشستی خبری، مبنای صدور مجوز برای آثار موسیقی را محتوای اثر اعلام کرد و نه اندیشه‌ها، رفتارها و گذشتهٔ افراد. با وجود این، او اعلام کرد از طریق مدیرکل موسیقی وزارت ارشاد موضوع را پیگیری خواهد کرد.

## دیدگاه‌ها و مواضع رزازی
ناصر رزازی در اوایل انقلاب، به دلیل وجود گروه‌های مخالف جمهوری اسلامی در بخش‌های کردنشین ایران، مدتی به عضویت حزب کومله درآمده بود. بعدها به اروپا مهاجرت کرد و سپس به اقلیم کردستان عراق بازگشت. در اسفند سال ۱۳۹۰ طی یک مصاحبه با بی‌بی‌سی فارسی به تجزیه طلب نبودن کُردها و یکپارچگی ایران پرداخت. قسمتی از سخنان رزازی در مورد کُردها با بی‌بی‌سی:
ما تجزیه طلب نیستیم، فرقی نمی‌کند در ایران، سوریه، ترکیه یا عراق باشیم، خود را کُرد می‌دانیم اما ایرانی هستیم. کرد ها به ایران تعلق دارند و ایران به کرد ها . کرد ها و فارس ها عموزاده هستند. من گلایه دارم از دولتمردان ایرانی که کاری نکردند که بخش‌های کردنشین ترکیه، عراق و سوریه به ایران الحاق شوند.

## آلبوم‌ها
- ۱۹۷۶ - کردستان
- ۱۹۸۰ - هه‌رزاڵێ
- ۱۹۸۲ - گۆمه‌شین
- ۱۹۸۳ - مه‌لول گیان
- ۱۹۸۴ - له گوڵان
- ۱۹۸۸ - هه‌ڵه‌بجه
- ۱۹۹۳ - ڕازیانه
- ۱۹۹۴ - نیاز
- ۱۹۹۵ - به پیرۆز
- ۱۹۹۶ - خه‌می نان
- ۲۰۰۰ - کرماشان
- ۲۰۰۹ - ئێواره‌یه
- ۲۰۱۲ - بیره‌وه‌ری
- ۲۰۱۴ - چیاوان (ریمیکس آهنگ‌های قدیمی)
- ۲۰۱۶ - گوڵباران (کار مشترک با فرید فرج پوری)
- ۲۰۱۹ - شاره‌که‌م (با تنظیم کامکارها)

## تک‌آهنگ‌ها
- بیا به میدان (با ابی، شاهین نجفی و پدرام شهلایی)، ۲۰۲۲.